# Comtec Racing

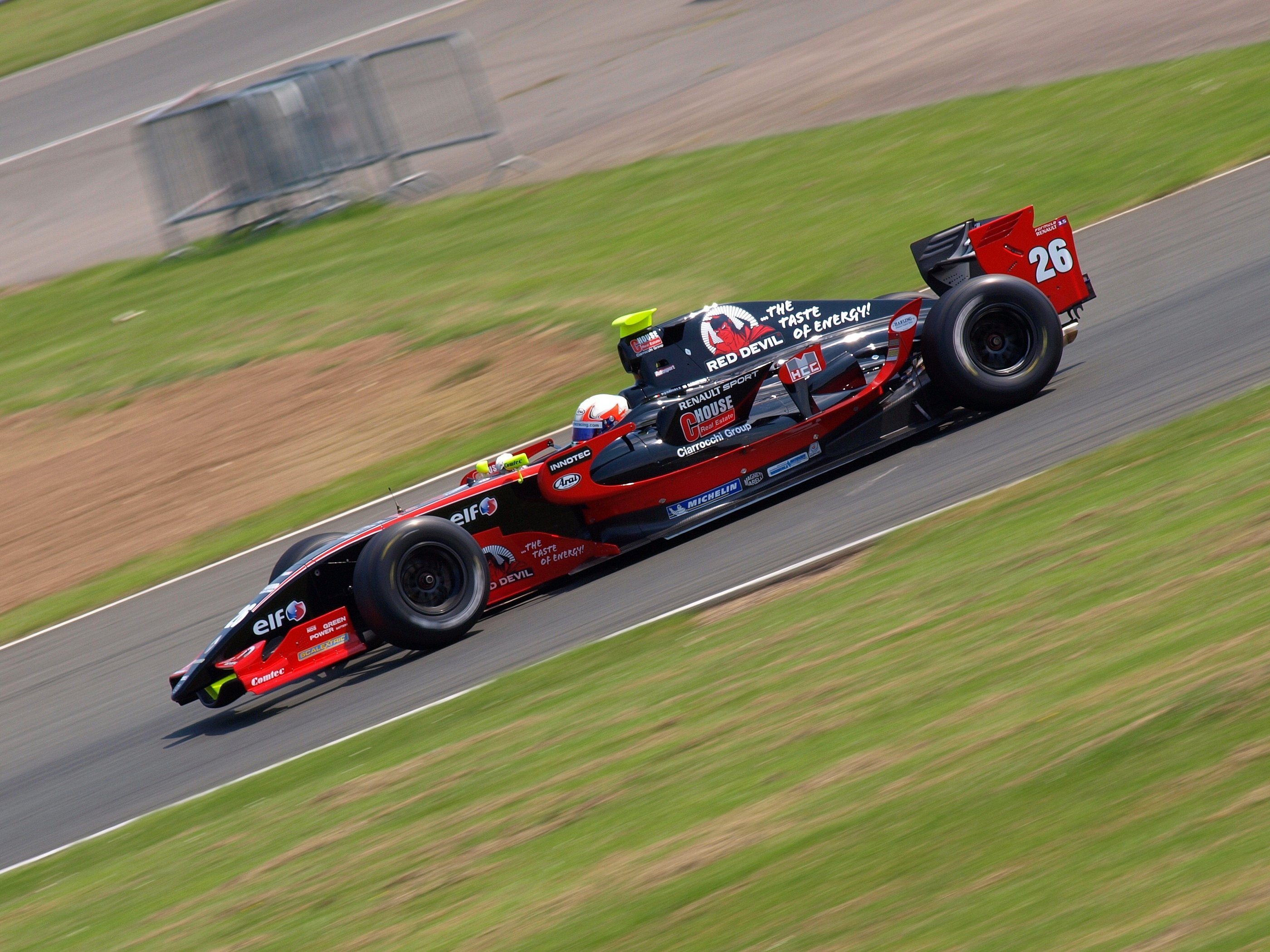
Pasquale di Sabatino pour l'équipe Comtec Racing à Silverstone durant les 2008 World Series.

Comtec Racing est une écurie de sport automobile britannique. Elle a été fondée par Pierre Moncheur en 2001. Elle est connue pour avoir participé au championnat de Formula Renault 3.5 de 2006 à 2016.

## Résultats en Formula Renault 3.5
| Saison | Voiture         | Pilotes              | GP disputés | Victoires | Pole positions | Records du tour | Podiums | Points inscrits | Classement pilote | Classement équipe |
| ------ | --------------- | -------------------- | ----------- | --------- | -------------- | --------------- | ------- | --------------- | ----------------- | ----------------- |
| 2006   | Dallara-Renault | Alx Danielsson       | 17          | 4         | 3              | 2               |         | 112             | 1er               | 3e                |
| 2006   | Dallara-Renault | Edwin Jawsey         | 2           | 0         | 0              | 0               | 0       | 0               | N.c               | 3e                |
| 2006   | Dallara-Renault | Jaap van Lagen       | 5           | 0         | 0              | 0               |         | 8               | 28e               | 3e                |
| 2006   | Dallara-Renault | Carlos Iaconelli     | 2           | 0         | 0              | 0               | 0       | 0               | N.c               | 3e                |
| 2006   | Dallara-Renault | Celso Míguez         | 6           | 0         | 0              | 0               |         | 10              | 24e               | 3e                |
| 2007   | Dallara-Renault | Jaap van Lagen       | 2           | 0         | 0              | 0               | 0       | 0               | N.c               | 13e               |
| 2007   | Dallara-Renault | Michael Herck        | 14          | 0         | 0              | 0               | 0       | 0               | N.c               | 13e               |
| 2007   | Dallara-Renault | Alejandro Núñez      | 16          | 1         | 0              | 0               |         | 31              | 18e               | 13e               |
| 2008   | Dallara-Renault | Marco Bonanomi       | 16          | 0         | 1              | 0               |         | 56              | 11e               | 8e                |
| 2008   | Dallara-Renault | Pasquale Di Sabatino | 13          | 0         | 0              | 0               |         | 20              | 20e               | 8e                |
| 2008   | Dallara-Renault | Sten Pentus          | 2           | 0         | 0              | 0               | 0       | 0               | 31e               | 8e                |
| 2009   | Dallara–Renault | Anton Nebylitskiy    | 4           | 0         | 0              | 0               | 0       | 0               | 29e               | 10e               |
| 2009   | Dallara–Renault | John Martin          | 7           | 0         | 0              | 0               |         | 8               | 22e               | 10e               |
| 2009   | Dallara–Renault | Cristiano Morgado    | 2           | 0         | 0              | 0               | 0       | 0               | 38e               | 10e               |
| 2009   | Dallara–Renault | Alberto Valerio      | 2           | 0         | 0              | 0               | 0       | 0               | 36e               | 10e               |
| 2009   | Dallara–Renault | Greg Mansell         | 2           | 0         | 0              | 0               | 0       | 1               | 26e               | 10e               |
| 2009   | Dallara–Renault | Harald Schlegelmilch | 2           | 0         | 0              | 0               | 0       | 0               | 37e               | 10e               |
| 2009   | Dallara–Renault | Alexandre Marsoin    | 1           | 0         | 0              | 0               | 0       | 0               | 41e               | 10e               |
| 2009   | Dallara–Renault | Max Chilton          | 1           | 0         | 0              | 0               | 0       | 0               | 40e               | 10e               |
| 2009   | Dallara–Renault | Jon Lancaster        | 12          | 1         | 2              | 1               |         | 39              | 13e               | 10e               |
| 2010   | Dallara–Renault | Greg Mansell         | 17          | 0         | 0              | 0               |         | 23              | 15e               | 5e                |
| 2010   | Dallara–Renault | Stefano Coletti      | 17          | 0         | 0              | 0               |         | 76              | 6e                | 5e                |
| 2011   | Dallara–Renault | Daniel McKenzie (en) | 17          | 0         | 0              | 0               | 0       | 0               | 30e               | 13e               |
| 2011   | Dallara–Renault | Daniël de Jong       | 17          | 0         | 0              | 0               | 0       | 2               | 29e               | 13e               |
| 2012   | Dallara–Zytek   | Vittorio Ghirelli    | 17          | 0         | 0              | 0               | 0       | 5               | 23e               | 7e                |
| 2012   | Dallara–Zytek   | Nick Yelloly         | 17          | 2         | 1              | 0               |         | 122             | 5e                | 7e                |
| 2013   | Dallara–Zytek   | Daniil Move          | 17          | 0         | 0              | 0               |         | 12              | 22e               | 13e               |
| 2013   | Dallara–Zytek   | Lucas Foresti        | 17          | 0         | 0              | 0               | 0       | 0               | N.c               | 13e               |
| 2014   | Dallara–Zytek   | Nikolay Martsenko    | 4           | 0         | 0              | 0               | 1       | 36              | 14e               | 11e               |
| 2014   | Dallara–Zytek   | Cameron Twynham      | 6           | 0         | 0              | 0               | 0       | 0               | N.c               | 11e               |
| 2014   | Dallara–Zytek   | Andrea Roda          | 1           | 0         | 0              | 0               | 0       | 0               | N.c               | 11e               |
| 2014   | Dallara–Zytek   | Esteban Ocon         | 2           | 0         | 0              | 0               | 0       | 2               | 21e               | 11e               |
| 2015   | Dallara–Zytek   | Louis Delétraz       | 2           | 0         | 0              | 0               | 0       | 0               | N.c               | 11e               |
| 2016   | Dallara–Zytek   | Thomas Randle        | 4           | 0         | 0              | 0               | 0       | 0               | N.c               | 9e                |